# Ташкентське військове училище
Ташкентське військове училище — військово-навчальний заклад Російської імперії, що готував офіцерів піхоти. Розташовувалось у Ташкенті.
Слід зазначити, що окрім Ташкентського військового училища у Ташкенте був навчальний заклад, що носив назву «Ташкентська школа для підготовки прапорщиків піхоти», утворена 2 листопада 1915 року . Школа здійснювала підготовку прапорщиків для поповнення офіцерського складу частин Туркестанського Військового Округу, а також частин, що вели воєнні дії на фронтах Першої світової війни.

## Створення училища
Ташкентське військове училище було відкрито у Ташкенті високим наказом від 6 липня 1914 року, незадовго до Першої світової війни, й було наймолодшим училищем Росії .
Нові навчальні програми практично зрівняли курси військових та юнкерських училищ, що й вилилось у Наказ військового відомства № 243, за яким всі юнкерські училища перейменовувались на військові.
Первинно штат Ташкентського військового училища налічував 176 юнкерів, пізніше був розширений до 220.
Ташкентське військове училище було закрито рішенням нової влади  6 листопада 1917 року.

## Будівля училища
Оскільки зведення власної будівлі училища було лише у проекті. Первинно 1-а рота училища займала будівлю Громадських зборів, 2-а займалась у Пушкінській школі. Згодом училище переїхало до власної будівлі, зведеної на Паркентській вулиці. Пізніше у цій будівлі розташовувалось Ташкентське вище загальновійськове командне училище імені В. І. Леніна.

## Знаки розрізнення
У грудні 1916 року училищу було вручено прапор. Того ж року було затверджено нагрудний знак Ташкентського військового училища. Він являв собою срібну бухарську зірку з розташованим на ній шестикінечним золотим хрестом, який поміщено над золотим півмісяцем та відповідним написом. Юнкери цього училища носили малинові погони.

## Навчання
В училище приймали не тільки дворянську молодь, але й різночинців – дітей європейських жителів Ташкенту.

## Участь у Жовтневій революції
З 28 жовтня до 1 листопада 1917 року юнкери Ташкентського військового училища разом з кадетами Ташкентського кадетського корпусу вели тяжкі бої з більшовиками у місті.
Училище було розформовано новою владою, відповідно до постанови від 6 листопада 1917 року.

## Ташкентське військове училище у радянські часи
1918 року в Ташкенті було організовано курси червоних командирів для підготовки молодшого командного складу Червоної армії. Наприкінці 20-их років XX століття ці курси стали називатись Об’єднаною військовою школою, а з 1937 року здобули назву Ташкентське піхотне училище. У подальшому училище отримало назву Ташкентське вище загальновійськове командне Червонопрапорне ордену Червоної Зірки училище імені В.І. Леніна (ТВЗКУ ім. Леніна) або, як його називали по-простому — Ленінське училище.
Це училище розташовувалось у тій самій будівлі, де раніше знаходилось Ташкентське військове училище. Первинно багато офіцерів, що раніше викладали у Ташкентському військовому училищі, також навчали курсантів на курсах червоних командирів.